# Колонна в геральдике
Колонна (столб) — искусственная негеральдическая гербовая фигура.
Столб — символ опоры, центр сосредоточения силы, основа любого строения. Колонна — символ гордости, крепости, непоколебимости. Колонна в геральдике — символ постоянства великодушного сердца, благоразумия и силы.

## История
На Древнем Востоке — Столб (Кол) упоминается практически у всех народов. Степные и кочевые народности использовал кол в качестве основного держателя, вокруг которого ставился шатёр. В без лесистой местности представлял особую ценность, перевозился с места на место и никогда не выбрасывался. Рухнувший столб шатра означал дурное предзнаменование, в военном деле предвещал скорое поражение.
В Западной Европе аналогичным символом являлась Колонна (Столб), взятый из античной и египетской архитектуры и получивший широкое применение в средневековой эмблематике. Как символ стабильного государства ставился вместо памятников или в качестве памятников эпохального значения военных побед любого государства. Изображение сломанной (поверженной) колонны с разрушенной капителью символизировало низвержение противника, его поражение и капитуляцию.
В польской геральдике имелись гербы: Высоцкий, Першхала и Вержбна.
В русской геральдике широкого применения не нашло: герб Коломны, Ульяновска, Крыма. Дворянские рода: Апушкины, Пыжовы, Мищенко, Валевские.

## Геральдика
Колонна, среди мотивов столбов и поддерживающих опор, встречающихся в оформлении гербов, является самой благородной. В европейской геральдике, в отличие от других мотивов, говорящие гербы здесь возникают редко, и те, что отмечены знатностью и европейской известностью, выделяются завидной древностью, коим является герб римского княжеского рода Колонна, графов Тускуланских в XI веке, связанный с названием родового феода в окрестностях Рима «делла Колонна». Традиция возводит название от «столба (colonna) Бичевания», принесённого членами этого рода в Рим из Палестины.

### Блазонирование
В блазон часто включается, кроме общих атрибутов, также архитектурный ордер и различие цвета базы (подножие) и капители, если таковые имеются. Как правило изображается столбом и крайне редко Андреевским крестом или перевязью. Цвет колонн обычно золотой и серебряный. Поверх колонны могут устанавливаться различные предметы (геральдические короны, лилии и т. д.). Несколько колонн могут быть опоясаны лавровым венком.

## Галерея

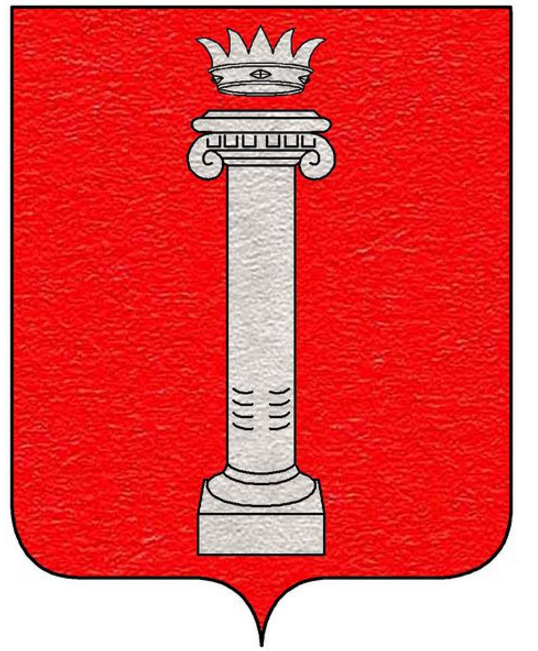
Герб итальянского семейства Колонна
Герб Крыма после аннексии
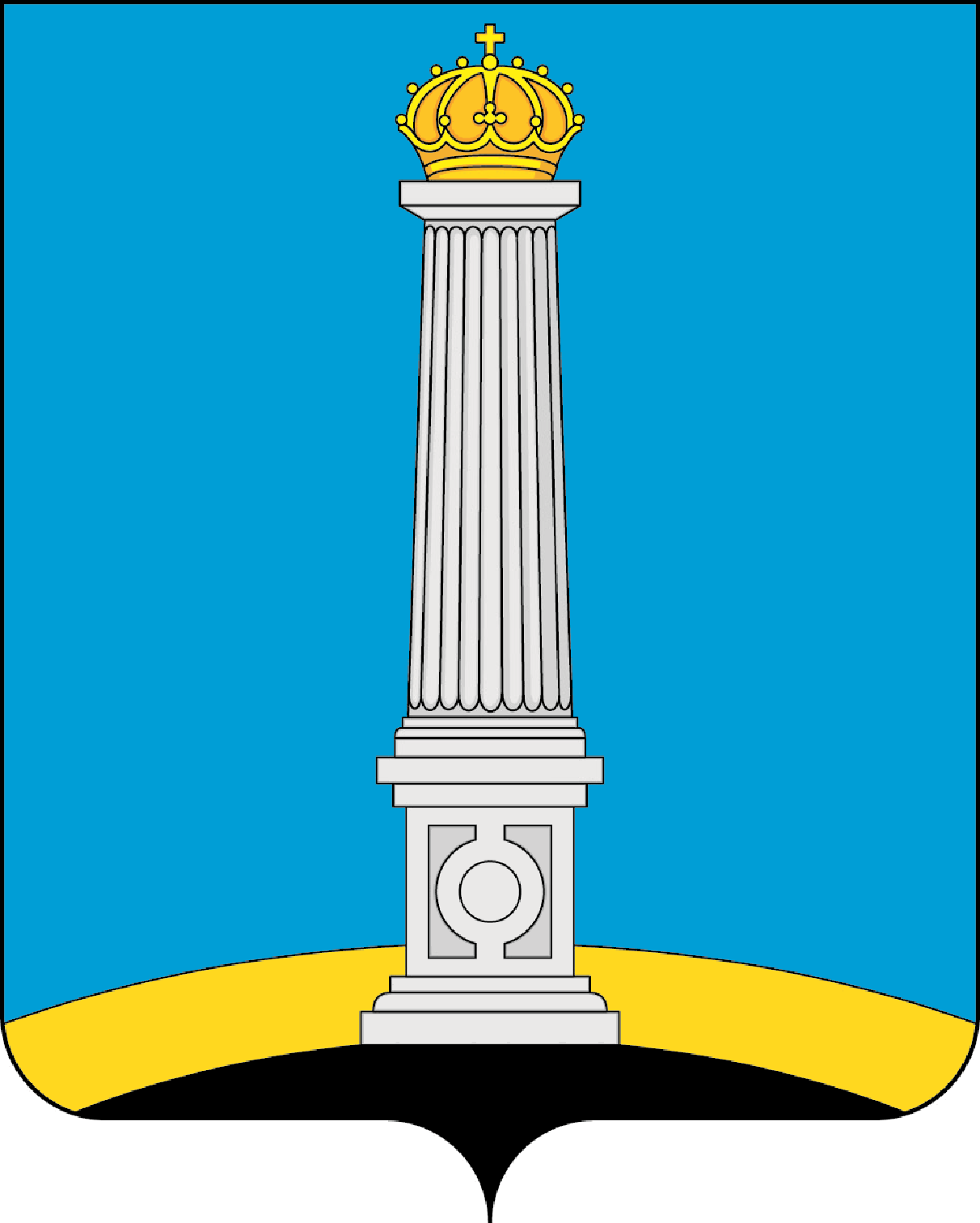
Герб Ульяновска
Герб Коломны
Герб Ковенской губернии
Герб Андалусии
Герб Эстремадуры
Герб Мелильи